# البلدة (فلم 2010)
البلدة (بالإنجليزية: The Town) أو الحي هو فيلم جريمة ودراما أمريكي من بطولة وكتابة بالأشتراك وإخراج بن أفليك مقتبس عن رواية الكاتب تشاك هوغن أمير اللصوص (Prince of Thieves). الفيلم من بطولة بن أفليك وجون هام وريبيكا هول وبليك ليفلي وجيريمي رينر وبيتي بوستليتوايت وكريس كوبر. افتتح الفيلم في صالات العرض الولايات المتحدة في 17 سبتمبر 2010، محتلاً المركز الأول في صناديق التذاكر مع أكثر من 23 مليون دولار ومراجعات إيجابية من النقاد. جيريمي رينر ترشح لجائزة الأوسكار لأفضل ممثل مساعد لدوره كجيمس «جيم» كوجلين.
تدور أحداث الفيلم حول مجموعة من الأصدقاء من حي تشالزتاون في بوسطن يقومون بسرقة بنك، فيحاول أحد عملاء مكتب التحقيقات الفيدارلي القبض عليهم وفي نفس الوقت يقع رئيس اللصوص في حب مديرة البنك.

## وصلات خارجية
- مقالات تستعمل روابط فنية بلا صلة مع ويكي بيانات

1. ↑  Ben Affleck moves Variety نسخة محفوظة 04 مارس 2016 على موقع واي باك مشين.
2. ↑  Fritz، Ben (16 سبتمبر 2010). "Movie projector: 'Easy A' expected to lead 'The Town,' 'Devil,' 'Alpha and Omega'". لوس أنجلوس تايمز. مؤرشف من الأصل في 2019-02-03. اطلع عليه بتاريخ 2010-09-16.
3. ↑  DeMaina، Daniel (أكتوبر 9, 2009). "Melrose: 'Lights, cameras, action' in city as Ben Affleck movie shoots locally this month". Melrose Free Press. GateHouse Media. مؤرشف من الأصل في يناير 31, 2012. اطلع عليه بتاريخ أكتوبر 10, 2009.